# 魔法使いハウルと火の悪魔
『魔法使いハウルと火の悪魔』（まほうつかいハウルとひのあくま、原題: Howl's Moving Castle）は、ダイアナ・ウィン・ジョーンズ作のファンタジー小説である。1986年刊。日本語訳書が1997年に出版された。翻訳者は西村醇子。
ダイアナ・ウィン・ジョーンズが、ある学校に招かれ、生徒達と話をしている時に一人の少年が「動く城の話を書いて下さい」と言った事がこの作品が誕生するきっかけとなった。
2004年にこれを原作とするアニメーション映画『ハウルの動く城』が日本のアニメ制作会社・スタジオジブリによって制作された。

## あらすじ
インガリー国は七リーグ靴や姿隠しのマントがある魔法の国。おとぎ話で三人兄弟で運試しに出れば長男や長女は手ひどく失敗することは誰でも知っている。帽子店の三人姉妹の長女ソフィー・ハッターはその事を信じていた。
その頃、街では「荒れ地の魔女」や、丘陵地帯に現れた動く城に住む「魔法使いハウル」の噂で持ちきりだったが、ソフィーが学校を終える年、父親が亡くなり、加えて莫大な借金があることが分かる。3人は学校を辞め、ソフィーは帽子店でお針子を、レティーはパン屋「チェザーリ」で奉公、マーサは母親の知り合いの魔女のもとに修行へ行くことに。
ソフィーは人と接することなく帽子店で帽子作りをし、その生活が長く続いたため次第に心を閉ざすようになる。
ある日、店に荒れ地の魔女が現れ、呪いを掛けられたソフィーは90歳の老婆にされてしまう。帽子店に居られなくなったソフィーは街を出て丘陵地帯で「魔法使いハウル」の住む動く城に転がり込む。

## 登場人物
ハッター氏
インガリー国にある町で帽子店を営む。ソフィーが学校を終える年に急死する。娘3人を学校に行かせるために多額の借金をしていたことがわかった。
ソフィー・ハッター
帽子店の長女、18歳。あかがね色の髪を持つ。長男や長女は出世出来ないという迷信にとらわれている。ハッター氏の死後、帽子店でお針子をしていたが、ずっと外に出ず帽子店の中で過ごしていたため、些細なことでビクビクする性格となってしまった。
5月祭の直後に荒れ地の魔女に呪いを掛けられ、90歳の老婆にされる。老婆となった後、魔法使いハウルの住む動く城に転がり込み、掃除婦として働く。掃除婦になってからはかなり積極的な性格となっている。
自覚していなかったが、言霊の魔法（言葉によって物に魔法を掛けたりする）を知らずに使っていた。
ハウル（ハウエル・ジェンキンス）
動く城に住む魔法使い。街では「美女の心臓を喰らう魔法使い」と恐れられるが、そのほとんどはマイケルが流した噂であり、実際は善人である。容姿にこだわり、髪の毛の呪いに失敗するだけで緑のネバネバを身体から出す。お風呂に2時間は入る。
金銭にこだわらない性格で、かなりの浪費家。あまりの浪費で生活に困窮し一時期は海藻だけで食生活をしていたらしい。カルシファーと契約を交わしている。
異世界（イギリス・ウェールズ）から来た。元の世界には姉夫婦と甥・姪がいる。
年齢は物語の一節に「次の夏至で、僕が生まれてから一万日目」と言うことから27歳前後と思われる。
レティー・ハッター
帽子店の次女、17歳。美しい黒髪を持ち、街一番の美女と言われ、街の半分の男性から求婚されたと言う。
ハッター氏の死後、がやがや町にあるパン屋「チェザーリ」に奉公するために家を出るが、その後、マーサと口裏を合わせ、フェアファックス夫人の元で魔法の修行をしている。
マーサ・ハッター
帽子店の三女、15歳。ハッター氏と後妻（ファニー）との間の子。母親の遺伝からか金髪である。
出世する定めであるとされ、魔法の修行に出るが、レティーと口裏を合わせ魔法によって姿を入れ替え「チェザーリ」で働き始める。マイケルの恋人。
ファニー・ハッター
ハッター氏の後妻、ソフィーが呪いを掛けられ、店から居なくなって店を畳んでいる。お金持ちと再婚。
フェアファックス夫人
ファニーの友人の魔法使い。上折れ谷に住む。蜂蜜好きで蜂を飼っている。
マイケル・フィッシャー
ハウルの弟子。15歳でマーサの恋人。ポートヘイヴンに住んでいたが、幼い頃に母親を病気で亡くし、父親も嵐の中に漁に出て行ったきり帰ってこず孤児となった。親戚は彼を引き取ることを拒否し、しばらく街を放浪していたが、成り行きから動く城に転がり込み、数ヶ月後に正式にハウルの弟子となる。ハウルの浪費のため、カルシファーと二人でお金を貯めようとしている。
カルシファー
火の悪魔。元は流れ星で、物語の5年前にハウルと契約を交わす。ハウルに魔力を提供し、動く城も制御している。契約の影響で城の暖炉にしばり付けられている。
サリマン（ベン・サリヴァン）
王室付き魔法使い。荒れ地の魔女を始末するよう王様に命令されたが、行方不明になった。異世界から来た人間。男性。
ジャスティン王子
王様の弟。サリマンの捜索に向かったが、そのまま行方不明となった。
キャトラック伯爵
ジャスティン殿下の捜索に向かった若者。捜索の途中である女性と出会い、そのまま駆け落ちする。何一つまともにこなせない人物。ソフィーに決闘に勝てるまじないを依頼。
王様
インガリー国の王様。国王としては若い方で、王であることを鼻にかけている。
ヴァレリア王女
王様の娘。まだ生まれたばかりの赤ん坊。
ペンステモン夫人
引退した魔法の先生。ハウルとサリマンの恩師で、物語では86歳。
パーシヴァル
犬と人間の間を行ったり来たりしており、変身するたびに違う犬になっている。ハウルとカルシファーの魔法で人間の姿に戻るが、かなり気弱な性格。
ミーガン
ハウルの姉。ガレスの妻。
ガレス
ハウルの義兄。ミーガンの夫。
ニール
ハウルの甥。姉夫妻の子供。彼曰く、ハウルは「困りもんのおじさん」。テレビゲームが大好き。
マリ
ハウルの姪。姉夫妻の子供。
アンゴリアン
ニールの学校の先生。黒髪でかなりの美女。
かかし
荒れ地の生け垣に引っ掛かっていたカブ頭のかかし。ソフィーを執拗に追いかけている。
荒れ地の魔女
ソフィーに呪いをかけた魔女。ハウルの心臓を狙っている。

## 姉妹編
『魔法使いハウルと火の悪魔』の姉妹編として『アブダラと空飛ぶ絨毯』『チャーメインと魔法の家』が出版された。主人公は別の人物だが、ハウルとソフィーも登場しその後の様子をうかがい知ることが出来る。日本ではすべて「ハウルの動く城」シリーズとして発売されている。